# Kadıköy, Edremit
Kadıköy là một thị trấn thuộc huyện Edremit, tỉnh Balıkesir, Thổ Nhĩ Kỳ. Dân số thời điểm năm 2010 là 6.293 người.